# Matiari (Distrikt)

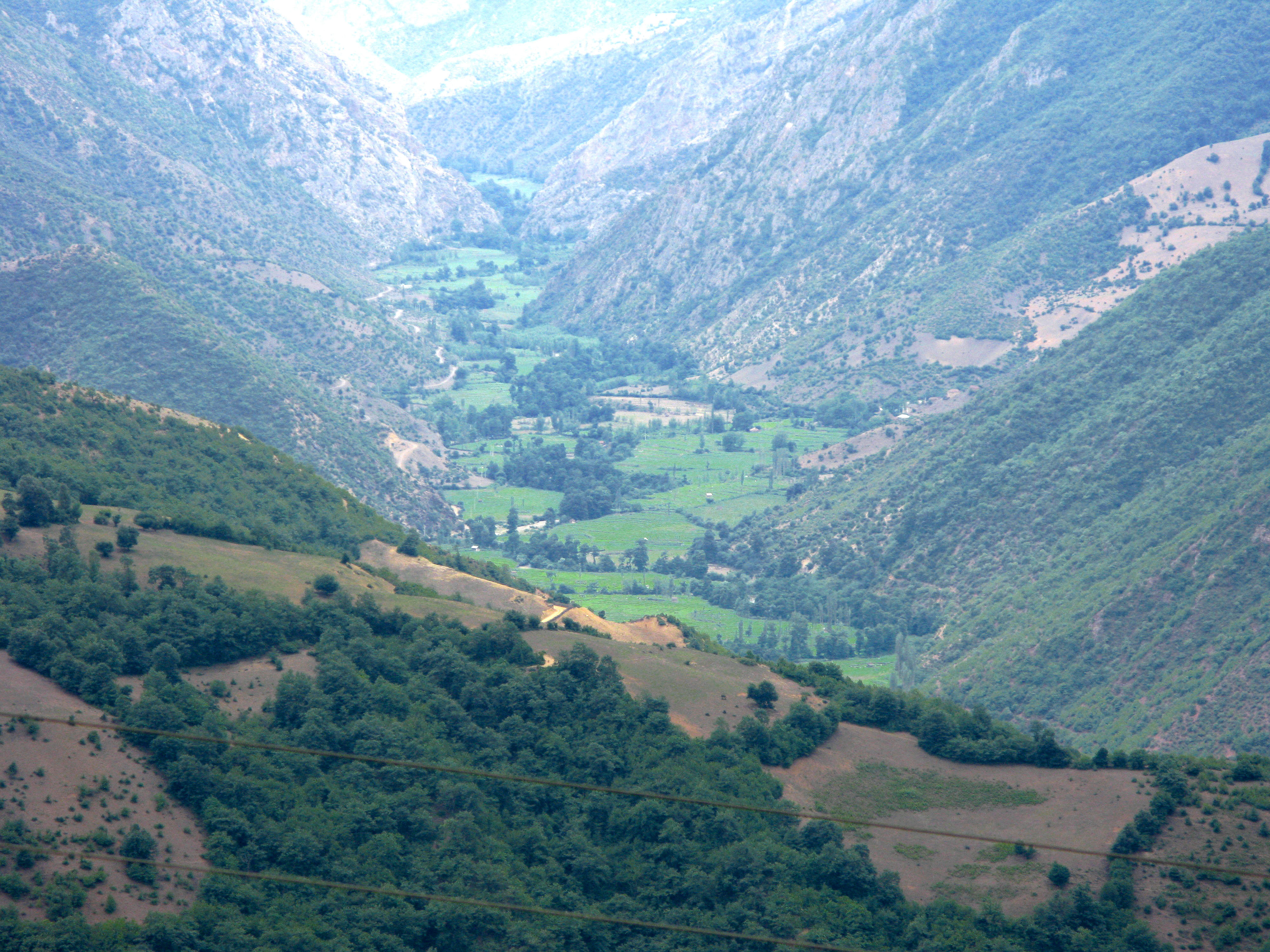
Landschaft im Tehsil Saeedabad

Der Distrikt Matiari ist ein Verwaltungsdistrikt in Pakistan in der Provinz Sindh. Sitz der Distriktverwaltung ist die gleichnamige Stadt Matiari.
Der Distrikt hat eine Fläche von 1417 km² und nach der Volkszählung von 2017 769.349 Einwohner. Die Bevölkerungsdichte beträgt 543 Einwohner/km². Im Distrikt wird zur Mehrheit die Sprache Sindhi gesprochen.

## Lage
Der Distrikt befindet sich im Zentrum der Provinz Sindh, die sich im Südosten von Pakistan befindet. Matiari befindet sich nordöstlich der Megastadt Karatschi.

## Verwaltungsgliederung
Der Distrikt ist administrativ in drei Tehsil unterteilt:
- Hala
- Matiari
- Saeedabad

## Geschichte
Der Distrikt entstand 2005 aus Teilen von Hyderabad.

## Demografie
Zwischen 1998 und 2017 wuchs die Bevölkerung um jährlich 2,35 % und damit sehr schnell. Von der Bevölkerung leben ca. 24 % in städtischen Regionen und ca. 76 % in ländlichen Regionen. In 143.023 Haushalten leben 396.799 Männer, 372.518 Frauen und 32 Transgender, woraus sich ein Geschlechterverhältnis von 106,5 Männer pro 100 Frauen ergibt und damit einen für Pakistan häufigen Männerüberschuss.
| Jahr | Einwohnerzahl |
| ---- | ------------- |
| 1972 | 336.367       |
| 1981 | 438.319       |
| 1998 | 494.244       |
| 2017 | 769.349       |